# Nutrition parentérale

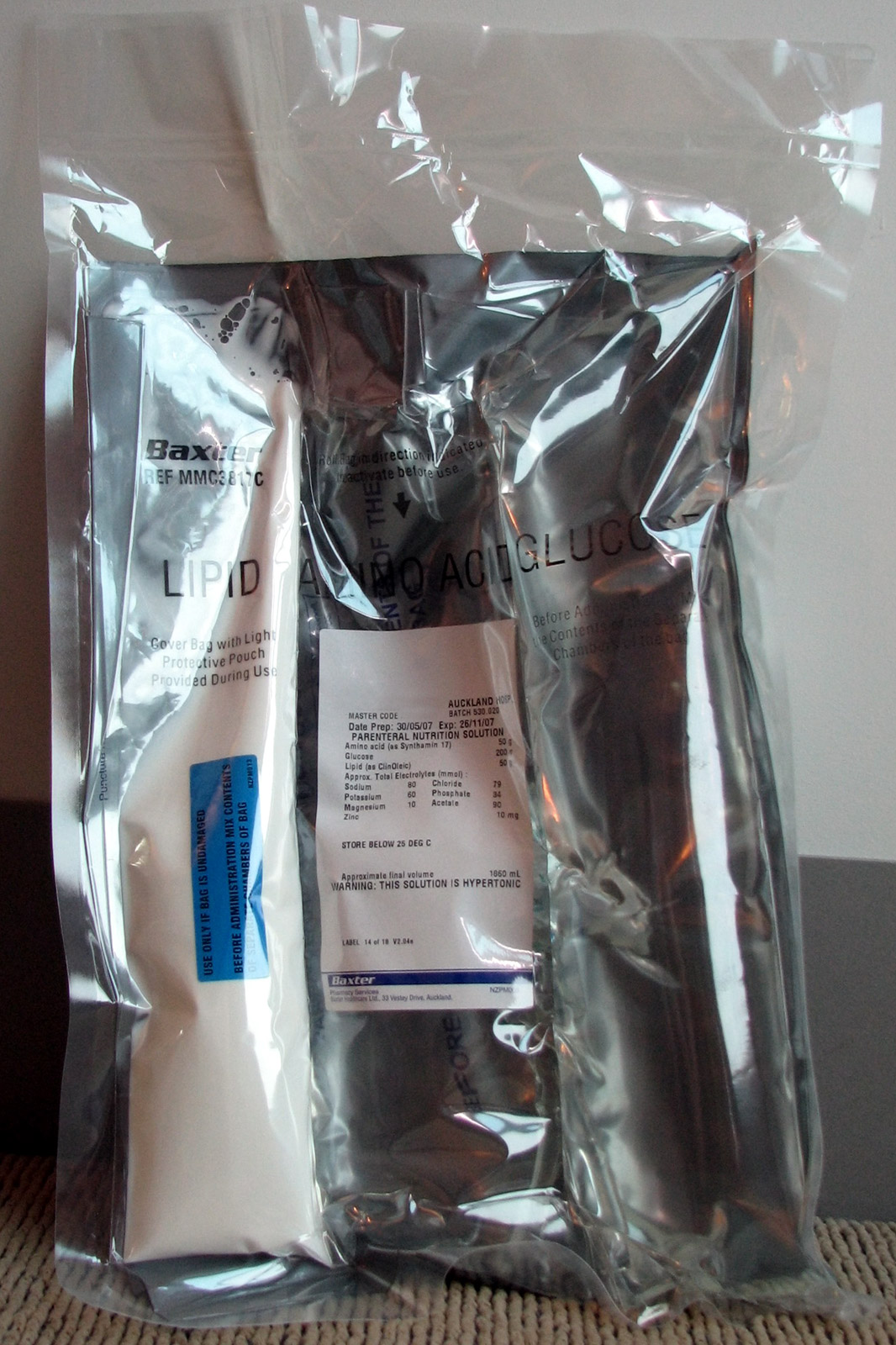
Poche de nutrition parentérale

La nutrition parentérale est le fait de suppléer artificiellement à l'alimentation d'un patient par voie intraveineuse en évitant ainsi le circuit habituel de l'alimentation et de la digestion. Lorsque la voie entérale n'est pas utilisée de manière concomitante, on parle alors de « nutrition parentérale totale » (TPN). Les solutions contiennent généralement du glucose, des acides aminés, des minéraux et des lipides. En fonction des besoins, il peut être additionné des vitamines, des électrolytes et des oligo-éléments. Il existe des solutions prêtes à l'emploi fournies par l'industrie pharmaceutique, mais il arrive souvent que des mélanges spécifiques aux besoins du patient soient préparés, notamment pour les enfants et les supplémentations à long terme. La préparation des poches de parentérale est dévolue au pharmacien hospitalier car elles ont le statut de médicament. Elles sont stériles et apyrogènes.
Les poches peuvent être administrées par voie centrale (si administration longue durée) ou par voie périphérique (si courte durée, inférieure à 10 jours). Dans ce cas, la solution doit être isotonique. De plus, à partir d'une certaine osmolarité (à peu près 900 mosm/L), l'utilisation d'une voie centrale est obligatoire. 

## Indications
La nutrition parentérale est réservée aux patients ayant une insuffisance intestinale définitive ou transitoire, totale ou partielle résultant d’une obstruction, de troubles de la motricité, d’une résection chirurgicale ou d’une malabsorption (maladie de Crohn, pancréatite aiguë) et se caractérisant par l’impossibilité de couvrir, par la seule voie entérale, les besoins nutritionnels. En France, le plus ancien patient vivant sous nutrition parentérale l'est depuis 1977[réf. nécessaire].

## Complications
Une des complications plus communes est l'infection du cathéter pouvant mener à un sepsis. Une thrombo-embolie fait aussi partie des risques. La non-utilisation du tube digestif augmente le risque de translocation bactérienne.